# Lloyd Ingraham
Lloyd Ingraham (30 de noviembre de 1874 – 4 de abril de 1956) fue un actor y director cinematográfico de nacionalidad estadounidense.
Nacido en Rochelle, Illinois, su nombre completo era Lloyd Chauncey Ingraham. Actuó en más de 280 filmes entre 1912 y 1950, dirigiendo más de un centenar desde 1913 a 1930.
Fallecido en Los Ángeles, California, a causa de una neumonía, fue enterrado en el Crematorio Chapel of the Pines, en Los Ángeles.

## Filmografía

### Actor

#### 1912
| - On the Border Line, de Harry A. Pollard | - Betty's Bandit, de Henry Otto |

#### 1913
| - Broncho Billy's Capture, de Broncho Billy Anderson - Broncho Billy's Strategy, de Broncho Billy Anderson - Broncho Billy and the Western Girls, de Broncho Billy Anderson - A Western Sister's Devotion, de Broncho Billy Anderson - Broncho Billy Reforms, de Broncho Billy Anderson | - The Broken Parole, de Lloyd Ingraham - Why Broncho Billy Left Bear Country, de Broncho Billy Anderson - Broncho Billy's Elopement, de Broncho Billy Anderson - The Three Gamblers, de Broncho Billy Anderson |

#### 1914
| - Snakeville's New Doctor, de Broncho Billy Anderson - Broncho Billy, Guardian, de Broncho Billy Anderson - The Honeymooners, de Harry Solter - Swede Larson, de Robert Z. Leonard - The Awakening, de Otis Turner | - A Law Unto Himself, de Robert Z. Leonard - Be Neutral, de Francis Ford - The Padrone's Ward, de Lloyd Ingraham - Love and Water |

#### 1915/1919
| - The Spanish Jade, de Wilfred Lucas (1915) - For the Honor of Bettina (1915) | - Intolerancia, de D.W. Griffith (1916) - The Mother and the Law, de D.W. Griffith (1919) |

#### 1922/1924
| - A Front Page Story, de Jess Robbins (1922) - Scaramouche, de Rex Ingram (1923) | - The Galloping Fish, de Del Andrews (1924) - The Chorus Lady, de Ralph Ince (1924) |

#### 1929
| - Rainbow Man, de Fred C. Newmeyer - Mister Antonio, de James Flood y Frank Reicher - So Long Letty, de Lloyd Bacon - The Talkies, de Stephen Roberts | - Night Parade, de Malcolm St. Clair - Don't Get Excited, de Charles Lamont - Untamed, de Jack Conway |

#### 1930
| - Wide Open, de Archie Mayo - A Lady to Love, de Victor Sjöström - Montana Moon, de Malcolm St. Clair | - Mammy, de Michael Curtiz - The Last of the Duanes, de Alfred L. Werker - The Spoilers, de Edward Carewe |

#### 1931
| - The Naughty Flirt, de Edward F. Cline - The Great Meadow, de Charles Brabin - Never the Twain Shall Meet, de W. S. Van Dyke - The Lady Who Dared, de William Beaudine | - The Phantom of Paris, de John S. Robertson - Fast and Furious, de Charles Lamont - A House Divided, de William Wyler - Hollywood, ciudad de ensueno, de George Crone |

#### 1932
| - Get That Girl, de George Crone - Texas Gun Fighter, de Phil Rosen - Sinister Hands, de Armand Schaefer - State's Attorney, de George Archainbaud - Beauty Parlor, de Richard Thorpe - The Widow in Scarlet, de George B. Seitz - Cornered, de B. Reeves Eason | - Thirteen Women, de George Archainbaud - The Crusader, de Frank R. Strayer - Slightly Married, de Richard Thorpe - Madison Sq. Garden, de Harry Joe Brown - Midnight Warning, de Spencer Gordon Bennet - Officer Thirteen, de George Melford |

#### 1933
| - Drum Taps, de J.P. McGowan - Revenge at Monte Carlo, de B. Reeves Eason - Blondie Johnson, de Ray Enright y Lucien Hubbard - Silent Men, de D. Ross Lederman - The World Gone Mad, de Christy Cabanne - Song of the Eagle, de Ralph Murphy | - I Love That Man, de Harry Joe Brown - Mary Stevens, M.D., de Lloyd Bacon - Gloria de un día, de Lowell Sherman - One Man's Journey, de John S. Robertson - Merrily Yours, de Charles Lamont - Git Along Little Wifie, de Charles Lamont |

#### 1934
| - Sixteen Fathoms Deep, de Armand Schaefer - Beggars in Ermine, de Phil Rosen - The Gold Ghost, de Buster Keaton y Charles Lamont - The Lost Jungle, de David Howard y Armand Schaefer - I'll Tell the World, de Edward Sedgwick - Fighting to Live, de Edward F. Cline - In Love with Life, de Frank R. Strayer - The Lost Jungle, de David Howard y Armand Schaefer | - El pan nuestro de cada día, de King Vidor - Contented Calves, de Sam White - Peck's Bad Boy, de Edward F. Cline - The Dude Ranger, de Edward F. Cline - The Curtain Falls, de Charles Lamont - The World Accuses, de Charles Lamont - Sons of Steel, de Charles Lamont - Sing Sing Nights, de Lewis D. Collins |

#### 1935
| - Northern Frontier, de Sam Newfield - One More Spring, de Henry King - The Perfect Clue, de Robert G. Vignola - Rainbow Valley, de Robert N. Bradbury - Circumstantial Evidence, de Charles Lamont - On Probation, de Charles Hutchison - The Cowboy Millionaire, de Edward F. Cline - The Ghost Rider, de Jack Jevne - Social Error, de Harry L. Fraser - Gun Smoke, de Bartlett A. Carre - The Hoosier Schoolmaster, de Lewis D. Collins - The Headline Woman, de William Nigh | - So Red the Rose, de King Vidor - Branded a Coward, de Sam Newfield - Sundown Saunders, de Robert N. Bradbury - Westward Ho, de Robert N. Bradbury - Thunder Mountain, de David Howard - The Rider of the Law, de Robert N. Bradbury - Between Men, de Robert N. Bradbury - Ship Cafe, de Robert Florey - Timber War, de Sam Newfield - Never Too Late, de Bernard B. Ray - Trigger Tom, de Harry S. Webb - Trail of Terror, de Robert N. Bradbury |

#### 1936
| - Frontier Justice, de Robert F. McGowan - Roarin' Guns, de Sam Newfield - Tiempos modernos, de Charles Chaplin - The Milky Way, de Leo McCarey - The Lawless Nineties, de Joseph Kane - The Bridge of Sighs, de Phil Rosen - Sutter's Gold, de James Cruze - Red River Valley, de B. Reeves Eason - Love on a Bet, de Leigh Jason - Captain Calamity, de John Reinhardt - Rogue of the Range (1936) - Burning Gold, de Sam Newfield - The Lonely Trail, de Joseph Kane - Hearts in Bondage, de Lew Ayres - Too Much Beef, de Robert F. Hill | - Everyman's Law, de Albert Ray - Go-Get-'Em, Haines, de Sam Newfield - The Border Patrolman, de David Howard - Winds of the Wasteland, de Mack V. Wright - The Bride Walks Out, de Leigh Jason - Prison Shadows, de Robert F. Hill - Ghost Patrol, de Sam Newfield - The Vigilantes Are Coming, de Ray Taylor y Mack V. Wright - Missing Girls, de Phil Rosen - Undercover Man, de Albert Ray - Racing Blood, de Victor Halperin - Conflict, de David Howard - Ten Laps to Go, de Elmer Clifton - Empty Saddles, de Lesley Selander - Stormy Trails, de Sam Newfield |

#### 1937
| - Race Suicide, de S. Roy Luby - Battle of Greed, de Howard Higgin - The Gambling Terror, de Sam Newfield - Park Avenue Logger, de David Howard - Lightnin' Crandall, de Sam Newfield - Oh, Doctor, de Ray McCarey - Capitanes intrépidos, de Victor Fleming - Gun Lords of Stirrup Basin, de Sam Newfield | - Riders of the Dawn, de Robert N. Bradbury - The Big Shot, de Edward Killy - Blonde Trouble, de George Archainbaud - Tramp Trouble, de Leslie Goodwins - Stars Over Arizona, de Robert N. Bradbury - Roll Along, Cowboy, de Gus Meins - Rhythm Wranglers, de Charles E. Roberts |

#### 1938
| - The Feud Maker, de Sam Newfield - A Buckaroo Broadcast, de Jean Yarbrough - Vivacious Lady, de George Stevens - Gun Law, de David Howard - Songs and Saddles, de Harry L. Fraser - The Singing Cowgirl, de Samuel Diege - Reformatory, de Lewis D. Collins - Prison Break, de Arthur Lubin - The Gladiator, de Edward Sedgwick - Painted Desert, de David Howard - Man from Music Mountain, de Joseph Kane | - Billy the Kid Returns, de Joseph Kane - A Western Welcome, de Leslie Goodwins - Crime Takes a Holiday, de Lewis D. Collins - There Goes My Heart, de Lewis D. Collins - A Man to Remember, de Garson Kanin - The Storm, de Harold Young - Gun Packer, de Wallace Fox - Swing, Sister, Swing, de Joseph Santley - Prairie Papas, de Jack Townley - Shine On, Harvest Moon, de Joseph Kane |

#### 1939
| - Dog-Gone, de Charles E. Roberts - Water Rustlers, de Samuel Diege - You Can't Cheat an Honest Man, de George Marshall - I Was a Convict, de Aubrey Scotto - Home Boner, de Harry D'Arcy - Tú y yo, de Leo McCarey - Trouble in Sundown, de David Howard - The Flying Irishman, de Leigh Jason - East Side of Heaven, de David Butler - Code of the Streets, de Harold Young - Street of Missing Men, de Sidney Salkow - The Zero Hour, de Sidney Salkow | - S.O.S. Tidal Wave, de John H. Auer - I Stole a Million, de Frank Tuttle - In Name Only, de John Cromwell - Dick Tracy's G-Men, de John English y William Witney - The Day the Bookies Wept, de Leslie Goodwins - Oklahoma Frontier, de Ford Beebe - Mr. Smith Goes to Washington, de Frank Capra - The Roaring Twenties, de Raoul Walsh - Truth Aches, de Charles E. Roberts - The Marshal of Mesa City, de David Howard - Destry Rides Again, de George Marshall - Reno, de John Farrow |

#### 1940
| - The Shadow, de James W. Horne - Legion of the Lawless, de David Howard - My Little Chickadee, de Edward F. Cline - Isle of Destiny, de Elmer Clifton - Forgotten Girls, de Phil Rosen - Dark Command, de Raoul Walsh - Enemy Agent, de Lew Landers - 20 Mule Team, de Richard Thorpe - Bad Man from Red Butte, de Ray Taylor - Prairie Law, de David Howard - Adventures of Red Ryder, de John English y William Witney - Son of Roaring Dan, de Ford Beebe - The Ranger and the Lady, de Joseph Kane | - Lucky Partners, de Lewis Milestone - When the Daltons Rode, de George Marshall - Colorado, de Joseph Kane - Triple Justice, de David Howard - Wagon Train, de Edward Killy - Dulcy, de S. Sylvan Simon - The Green Archer, de James W. Horne - Melody Ranch, de Joseph Santley - Little Men, de Norman Z. McLeod - Pony Post, de Ray Taylor - Trail of the Vigilantes, de Allan Dwan - Pride of the Bowery, de Joseph H. Lewis - Souls in Pawn, de Melville Shyer |

#### 1941
| - Prairie Spooners, de Harry D'Arcy - A Girl, a Guy, and a Gob, de Richard Wallace - City of Missing Girls, de Elmer Clifton - Redskins and Redheads, de Harry D'Arcy - Robbers of the Range , de Edward Killy - Invisible Ghost, de Joseph H. Lewis - Paper Bullets, de Philip Rosen - Cyclone on Horseback, de Edward Killy | - The Musical Bandit, de Charles E. Roberts - The Iron Claw, de James W. Horne - Bad Man of Deadwood, de Joseph Kane - Outlaws of Cherokee Trail, de Lester Orlebeck - Unexpected Uncle, de Peter Godfrey - Jesse James at Bay, de Joseph Kane - Dude Cowboy, de David Howard |

#### 1942
| - Today I Hang, de Oliver Drake y George M. Merrick - Valley of the Sun, de George Marshall - Stagecoach Buckaroo, de Ray Taylor - The Spoilers, de Ray Enright - The Phantom Plainsmen, de John English - Thundering Hoofs, de Lesley Selander - Timber!, de Christy Cabanne - The Silver Bullet, de Joseph H. Lewis | - Mexican Spitfire's Elephant, de Leslie Goodwins - Bandit Ranger, de Lesley Selander - Highways by Night, de Peter Godfrey - Strictly in the Groove, de Vernon Keays - Red River Robin Hood, de Lesley Selander - The Boss of Big Town, de Arthur Dreifuss - Tennessee Johnson, de William Dieterle |

#### 1943
| - Murder in Times Square, de Lew Landers - Esta tierra es mía, de Jean Renoir - Bombardier, de Richard Wallace y Lambert Hillyer - The Avenging Rider, de Sam Nelson - Sarong Girl, de Arthur Dreifuss - Mr. Lucky, de H.C. Potter | - Petticoat Larceny, de Ben Holmes - Sacrificio supremo, de Dorothy Arzner - The Seventh Victim, de Mark Robson - So This Is Washington, de Ray McCarey - Blazing Guns, de Robert Emmett Tansey - Mystery of the 13th Guest, de William Beaudine |

#### 1944
- Love Your Landlord, de Charles E. Roberts

#### 1945
- The Man Who Walked Alone, de Christy Cabanne

#### 1946
- The Caravan Trail, de Robert Emmett Tansey

#### 1947/1950
| - Time Out of Mind (1947), de Robert Siodmak - Slave Girl (1947), de Charles Lamont - West of Sonora (1948), de Ray Nazarro | - The Doolins of Oklahoma (1949), de Gordon Douglas - The Savage Horde (1950), de Joseph Kane |

### Director
| - The Dance at Eagle Pass (1913) - The Edge of Things (1913) - The Sheriff of Cochise (1913) - The Episode at Cloudy Canyon (1913) - Bonnie of the Hills (1913) - The Broken Parole (1913) - The Belle of Siskiyou (1913) - Love and the Law (1913) - A Borrowed Identiy (1913) - The Kid Sheriff (1913) - Greed for Gold (1913) - The Rustler's Step-Daughter (1913) - The Cowboy Samaritan (1913) - The Naming of the Rawhide Queen (1913) - A Romance of the Hills (1913) - The Trail of the Snake Band (1913) - Through Trackless Sands (1914) - The Hills of Peace (1914) - The Story of the Old Gun (1914) - A Night on the Road (1914) - What Came to Bar Q (1914) - A Gambler's Way (1914) - The Weaker's Strength (1914) - The Arm of Vengeance (1914) - The Conquest of Man (1914) - The Warning (1914) - Single Handed (1914) - The Atonement (1914) - Aurora of the North (1914) - The Fox (1914) - The Barnstormers (1914) - This Is the Life (1914) - The Padrone's Ward (1914) - The Emerald Brooch (1915) - The Grim Messenger (1915) | - Courage (1915) - The House of Bentley (1915) - The Hired Girl (1915) - At the Postern Gate (1915) - The Fox Woman (1915) - The Sable Lorcha (1915) - The Missing Links (1916) - Hoodoo Ann (1916) - A Child of the Paris Streets (1916) - Casey at the Bat (1916) - Stranded (1916) - The Little Liar (1916) - American Aristocracy (1916) - The Children Pay (1916) - Nina, the Flower Girl (1917) - An Old Fashioned Young Man (1917) - Charity Castle (1917) - Her Country's Call (1917) - Peggy Leads the Way (1917) - Miss Jackie of the Army (1917) - Molly Go Get 'Em (1918) - Jilted Janet (1918) - Ann's Finish (1918) - The Primitive Woman (1918) - The Square Deal (1918) - Impossible Susan (1918) - The Eyes of Julia Deep (1918) - Rosemary Climbs the Heights (1918) - Wives and Other Wives (1918) - The Amazing Impostor (1919) - The Intrusion of Isabel (1919) - Man's Desire (1919) - The House of Intrigue (1919) - What's Your Husband Doing? (1920) - Mary's Ankle (1920) | - Let's Be Fashionable (1920) - The Jailbird (1920) - Twin Beds (1920) - Old Dad (1920) - The Girl in the Taxi (1921) - Keeping Up with Lizzie (1921) - Lavender and Old Lace (1921) - My Lady Friends (1921) - Marry the Poor Girl (1921) - At the Sign of the Jack O'Lantern (1922) - Second Hand Rose (1922) - The Veiled Woman (1922) - The Danger Point (1922) - Going Up (1923) - No More Women (1924) - The Beauty Prize (1924) - The Lightning Rider (1924) - The Wise Virgin (1924) - Biff Bang Buddy (1924) - Soft Shoes (1925) - Midnight Molly (1925) - Hearts and Fists (1926) - The Nutcracker (1926) - Oh, What a Night! (1926) - Don Mike (1927) - Silver Comes Through (1927) - Arizona Nights (1927) - Jesse James (1927) - Pioneer Scout (1928) - The Sunset Legion (1928) - Kit Carson, codirigida con Alfred L. Werker (1928) - Take the Heir (1930) |